# Польский театр (Варшава)
«Польский театр в Варшаве» (пол. Teatr Polski im. Arnolda Szyfmana w Warszawie, Театр Польски им. Арнольда Шифмана) — драматический театр в Варшаве.
Польский театр возник в 1913 году, когда Варшава входила в состав Российской империи. Был единственной конкуренцией для Варшавских правительственных театров. Он возник как частный театр австро-венгерского гражданина Арнольда Шифмана. Собственностью государства стал лишь в октябре 1945 года.

## Известные актёры театра
| - Адвентович, Кароль - Байор, Пётр - Балиньская, Ханна - Бараньская, Ядвига - Барбасевич, Марек - Барщевская, Гражина - Барщевская, Эльжбета - Баэр, Богдан - Билевский, Богуш - Бонк, Хенрик - Боровский, Хенрик - Бридзиньский, Войцех - Быльчиньский, Януш - Бялощиньский, Тадеуш - Воллейко, Чеслав - Вощерович, Яцек - Высоцкая, Лидия - Глинский, Венчислав - Гоголевский, Игнацы - Домбровский, Бронислав - Зачик, Станислав - Зельверович, Александр - Карчевский, Здзислав - Клейдыш, Мария - Ковальчик, Август - Коссобудзкая, Рената - Коссобудзкая, Халина - Кочанович, Збигнев - Краснодембская, Эва - Курнакович, Ян - Лапиньский, Хенрик - Лещинский, Ежи - Листкевич, Зыгмунт - Ломбардо, Мирослава - Ломницкий, Тадеуш - Лонч, Мариан - Лукашевич, Ольгерд - Любенская, Каролина - Людвижанка, Барбара - Лямжа, Иоахим - Майдрович, Мария - Малишевский, Юзеф - Малынич, Зофья |  | - Маховский, Игнацы - Мацеевский, Зыгмунт - Мельчарек, Клеменс - Милецкий, Мечислав - Михниковский, Веслав - Мрожевский, Здзислав - Мулярчик, Адам - Нивиньский, Станислав - Ольбрыхский, Даниэль - Ордон, Лех - Павлик, Бронислав - Павлицкий, Михал - Пехоциньский, Ян - Пихельский, Ежи - Плюциньский, Тадеуш - Рахвальская, Барбара - Рутковский, Юрий Людвигович - Северин, Анджей - Сенюк, Анна - Серва, Эва - Сольский, Людвик - Станкувна, Ханна - Стоор, Мечислав - Телешиньский, Лешек - Турек, Ежи - Фиевский, Тадеуш - Фрыч, Ян - Ханьча, Владислав - Хмурковский, Феликс - Холоубек, Густав - Хоравянка, Барбара - Цвиклиньская, Мечислава - Цецерский, Ян - Щепковский, Анджей - Щуровская, Ирена - Энглерт, Ян - Юноша-Стемповский, Казимеж - Юстян, Казимеж - Янковская-Цесляк, Ядвига - Ярач, Стефан - Ясюкевич, Станислав - Яхевич, Алиция |